# Dominikánské peso
Dominikánské peso je zákonným platidlem karibského státu Dominikánská republika. Název „peso“ má dominikánská měna společný s měnami několika dalších států, které bývaly španělskými koloniemi. Značka pro peso je $, ale pro rozlišení od jiných měn se před tento znak dávají písmena RD (RD$). ISO 4217 kód dominikánské měny je DOP. Jedna setina pesa se nazývá centavo.

## Historie měn na území Dominikánské republiky
- Po získání nezávislosti na haitském sousedovi v roce 1844 zavedla Dominikánská republika vlastní měnu peso, které se dělilo na 8 realů. V roce 1877 proběhla decimalizace měny, peso se od této doby dělí na sto centavos.
- 1. června 1897 byl americký dolar uzákoněn jako zákonné platidlo Dominikánské republiky, tento stav trval až do 1. ledna 1948. Souběžně s dolarem se od roku 1937 používaly i mince „druhého“ pesa, od roku 1947 i bankovky pesa.

## Mince a bankovky
Současné mince jsou raženy v nominálních hodnotách 1, 5, 10 a 25 pesos. Mince 1 peso je v oběhu od roku 1991, 5 pesos od 1997, 10 a 25 pesos od roku 2006. V minulosti byly v oběhu i mince nižších hodnot (centavos), pro svoji nízkou kupní hodnotu byly však již staženy z oběhu.
Současné bankovky dominikánského pesa mají hodnoty 50, 100, 200, 500, 1000 a 2000 pesos. Status zákonného platidla mají i bankovky 10 a 20 pesos, po zavedení mincí 10 a 25 pesos jsou však tyto bankovky používány stále méně častěji a jsou stahovány z oběhu.